# Волдемор
Лорд Волдемор (на английски: Lord Voldemort) е литературен герой на английската писателка Джоан Роулинг от нейните книги за Хари Потър. Истинското му име е Том Риддъл. Той е зъл магьосник, заел се с трупането на несравнима магическа сила и опитващ се да стане безсмъртен чрез практикуване на тъмните изкуства. От седемте романа за Хари Потър, които са издадени, Волдемор не участва пряко единствено в Хари Потър и Затворникът от Азкабан. Наричан е също „Онзи-който-не-бива-да-се-назовава“, „Ти-знаеш-кой“ или Черния Лорд.
Роден на 31 декември 1926 г., след несполучил опит да убие Хари Потър на 31 октомври 1981 г. Лорд Волдемор изчезва от света на магьосниците и се завръща през юни 1995 г. Неговата история се разкрива на читателя постепенно с всяка нова книга от поредицата, като историята на Хари е тясно преплетена с неговата.

## Лорд Волдемор в първите книги
Лорд Волдемор убива Лили и Джеймс Потър в опит да убие Хари. Когато Хари е 1-ви курс в „Хогуортс“, Волдемор се опитва да открадне Философския камък и с него да си върне тялото и предишната мощ, с помощта на професор Куиръл – професор по Защита срещу черните изкуства. Планът му е осуетен, отново от Хари Потър.
Когато Хари е 2-ри курс, Волдемор се опитва да се завърне чрез един от хоркруксите си – дневника на Том Риддъл, благодарение на един от прижържениците си - Луциос Малфой. Той слага дневника в котела на Джини Уизли, която пише в него цяла година . Планът му пак е провален от Хари Потър.
През 3-тата година на Хари в училището, Волдемор не се опитва да се завърне. Затова през 4-тата успява, с помощта на двама свои стари последователи – Барти Крауч-младши и Питър Петигрю, по-известен като Опаш. Само Хари и смъртожадните са свидетели на завръщането му. Въпреки че тогава Волдемор иска да убие Хари, момчето пак успява да се измъкне. Също така в 4-тата книга Черния Лорд се сдобива със свое собствено тяло след сложно заклинание, за изпълнението на което се изискват три съставки: кост от бащата, плът от слугата и кръв от врага. Барти Крауч-младши, който по това време е взел образа на Лудоокия Муди (известен аврор), а истинският Муди е заключил във вълшебен сандък, прави така, че Хари Потър, най-заклетият враг на Черния лорд, да се озове на гробището, където е погребан бащата на Волдемор с помоща на летекод. Планът обаче се обърква и Хари не попада сам на гробището, а заедно със свой съученик от Хогуортс – Седрик Дигъри. След като двете момчета се озовават на гробището, се появява Опаш, който убива Седрик, а впоследствие изпълнява зловещия ритуал, нужен на Волдемор да възвърне човешкото си тяло. Опаш взима кост от гроба на бащата на Волдемор и я хвърля в огромен котел, пълен с искряща отвара. После отрязва едната си ръка и взима кръв от Хари. След няколко мига лорд Волдемор изниква от огромния каменен котел. Бива описан като висок и слаб с лице, наподобяващо череп. Никой не вярва на твърденията на Хари, че Волдемор се е завърнал и през 5-ата му година в училището, Хари е обявен за лъжец от министерството на магията, където си затварят очите за тази мрачна истина. Никой не иска да повярва и да наруши собственото си спокойствие, което е много удобно за Волдемор и последователите му. Албус Дъмбълдор отново събира Ордена на феникса. В края на годината магьосническият свят става свидетел на схватка между Ордена и смъртожадните. Тогава Волдемор и смъртожадните започват да действат открито.
През 6-ата година Хари научава за хоркруксите на Волдемор. В тях той е съхранил части от душата си, която през годините е разделил на седем (в това число тази в него). В края на годината Сивиръс Снейп убива Албус Дъмбълдор.

## Лорд Волдемор в последната книга
Най-много информация за Лорд Волдемор читателят научава от последната книга Хари Потър и Даровете на Смъртта.
 Внимание:  Текстът по-долу разкрива сюжета на произведението (или части от него)!
Истинското име на Лорд Волдемор е Том Мерсволуко Риддъл (на английски: Tom Marvolo Riddle). Кръстен е Том Риддъл, като баща си, от майка си, която е магьосница и е починала при раждането му и има и име Мерсволуко, като дядо си (бащата на майка му). Баща му, който е мъгъл (немагьосник), изоставил майка му преди Том да се роди.
Волдемор израснал в сиропиталище, което намразил и след като постъпил в училището за магия и вълшебство „Хогуортс“, започнал да смята за свой дом единствено училището. Разпределен бил в дома „Слидерин“ и станал лидер на бандата, която се формира около него. Тогава си измисля името Волдемор, с което е известен сред приятелите си. През ученическите си години, Том показва изключителни магьоснически способности и става отличник на „Хогуортс“. Проявява голям интерес към Черните изкуства и търси начини да избегне смъртта, „тази срамна човешка слабост“ според него.
През 5-и курс разбира, че по майчина линия е наследник на Салазар Слидерин – един от основателите на „Хогуортс“ и отваря Стаята на тайните – стая, създадена и скрита от Слидерин, която може да отвори само истинският му наследник, и в която е чудовището на Слидерин. Тогава и намира баща си и го убива заедно с баба си и дядо си.
Бил е изключително красив и обаятелен, с което печели много последователи. Иска веднага след завършването си да заеме поста на учител по Защита срещу черните изкуства. Постът обаче му е отказан и той започва работа като продавач в магазина за предмети свързани с Тъмните изкуства „Боргин и Бъркс“. Работи там известно време, след което изчезва. Говорело се е, че по това време се е занимавал с Тъмни изкуства и е набирал последователи. Когато Албус Дъмбълдор станал директор на „Хогуортс“, Волдемор още веднъж поискал да стане учител по Защита срещу черните изкуства, но Дъмбълдор му отказва. Смята се, че тогава Волдемор е проклел учителския пост, защото оттогава никой учител не се е задържал повече от година.
В началото Волдемор набирал поддръжници с концепцията, че магьосническия свят трябва да се изчисти от мъгълокръвни и да остане само с магьосници от старите чистокръвни магьоснически родове, макар че самият той е нечистокръвен – баща му е мъгъл. В правотата на това „изчистване“ вярват много магьосници и Волдемор бързо набира сила и влияние. Последователите му наричат себе си „смъртожадни“ и избиват мъгълокръвни магьосници. С нарастване на силата си обаче, Волдемор започнал да избива не само нечистокръвни, а и всеки, който не се подчинява на властта му. Настъпват мрачни времена в магическия свят. Никой не знае на кого може да се довери или дали няма да намери семейството си мъртво, когато се прибере от работа. Волдемор всява толкова страх, че хората не произнасят името му, а го наричат „Онзи-който-не-бива-да-се-назовава“ или „Ти-знаеш-кой“. Поддръжниците му го наричат „Черния лорд“.
Албус Дъмбълдор, за който се смята, че е единствения човек, от който Волдемор някога се е страхувал, създава Ордена на феникса – група много способни магьосници, които преследват „смъртожадните“ и се опитват да противодействат на Волдемор. В него са членували и родителите на Хари Потър – Джеймс и Лили Потър.
Могъществото на Волдемор се срива, когато той се опитва да убие Хари, заради пророчество, което гласи, че ще се роди момче, което ще има достатъчните сили да победи Волдемор. На описанието на момчето отговарят двама – Хари Потър и Невил Лонгботъм. Волдемор обаче не разбира края на пророчеството, където се казва, че самият Волдемор ще бележи момчето, като свой равен. Без да осъзнава това, той се опитва да убие момчето, за което се говори в пророчеството. Смъртоносното заклинание обаче се обръща против него. Най-голямата амбиция на Волдемор е да избегне смъртта и по това време той вече е намерил начин – чрез хоркрукси.
Хоркруксът е предмет, в който някой е вградил част от душата си. Начинът да я разкъсаш и да сложиш част от нея в предмет е като убиеш човешко същество. Волдемор има 6 хоркрукса, а 7-ото парче от душата му се намира в собственото му тяло. Затова, когато отправеното към Хари проклятие се обръща към него самия, той не умира, а продължава да съществува в частите от разпокъсаната си душа.
Въпреки мерките, които Волдемор е взел, за да да си осигури безсмъртие, Хари Потър заедно със своите най-добри приятели – Рон Уизли и Хърмаяни Грейнджър намират всички хоркрукси и ги унищожават един по един (с изключение на пръстенът на Марволо Гонт, унищожен от Дъмбълдор, и змията Наджини, убита от Невил Лонгботъм). Волдемор умира на 2 май 1998 г., след като Смъртоносното проклятие, което насочва срещу Хари при тяхната последна среща в Забранената гора до замъка Хогуортс, рикошира и вместо Хари, убива самия Волдемор.

## Любопитно
В превода на български второто име на Том Риддъл е променено от „Marvolo“ на „Мерсволуко“, а фамилията е изписана с две букви „д“, за да може при разместване на буквите в цялото му име да се получи фразата „Тук съм и Лорд Волдемор“ (по аналогия с английския текст, където резултатът от разместването е „I am Lord Voldemort“ („Аз съм Лорд Волдемор“)).